# بروس گلدینگ
بروس گلدینگ (انگلیسی: Bruce Golding) یک سیاست‌مدار اهل جامائیکا است. او از ۱۱ سپتامبر ۲۰۰۷ تا ۲۳ اکتبر ۲۰۱۱ نخست‌وزیر جامائیکا بود.